# Phyllacanthina
De Phyllacanthina zijn een geslachtengroep uit de familie Cidaridae, een familie van zee-egels uit de orde Cidaroida.

## Geslachten
- Phyllacanthus Brandt, 1835